# 圣阿利尔埃斯蒙塔涅
圣阿利尔-埃斯蒙塔涅（法語：Saint-Alyre-ès-Montagne，法語發音：[sɛ̃t‿aliʁ ɛs mɔ̃taɲ]）是法国多姆山省的一个市镇，位于该省南部偏西，属于伊苏瓦尔区。

## 地名
该地名“Saint-Alyre-ès-Montagne”中“Saint-Alyre”（圣阿利尔）来自圣人克莱蒙的阿利尔。“ès”则是来自古法语“es”，其为“en”与“les”的缩合，“ès-Montagne”意思即为“在山区”，不过此处的“Montagne”为单数。

## 地理
圣阿利尔-埃斯蒙塔涅（45°23'24"N, 2°59'33"E）面积41.07 平方千米，位于法国奥弗涅-罗讷-阿尔卑斯大区多姆山省，该省份为法国中南部省份，北起阿列省接壤，东临卢瓦尔省，南至上盧瓦爾省和康塔爾省，西接科雷兹省和克勒兹省。
与圣阿利尔-埃斯蒙塔涅接壤的市镇（或旧市镇、城区）包括：蒙格勒莱、昂扎勒吕盖、孔潘、拉戈迪韦勒、马祖瓦尔、罗什夏尔-拉迈朗。
圣阿利尔-埃斯蒙塔涅的时区为UTC+01:00、UTC+02:00（夏令时）。

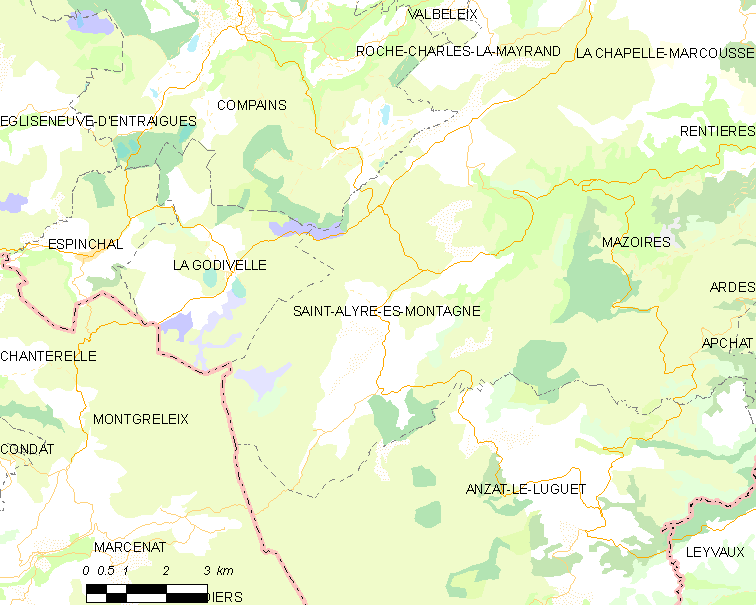
圣阿利尔-埃斯蒙塔涅的OSM定位图

## 行政
圣阿利尔-埃斯蒙塔涅的邮政编码为63420，INSEE市镇编码为63313。

## 政治
圣阿利尔-埃斯蒙塔涅所属的省级选区为布拉萨克莱米讷县。

## 人口

1962-2008年间圣阿利尔-埃斯蒙塔涅人口变化图示

圣阿利尔-埃斯蒙塔涅于2022年1月1日时的人口数量为101人。